# Battlekings
Battlekings è un album del rapper tedesco Kool Savas inciso insieme a Taktlo$$ (insieme conosciuti anche sotto il nome West-berlin Maskulin). È stato pubblicato il 7 aprile 2000 dall'etichetta discografica Homerecord. La musica dei due è in realtà solo per gli appassionati del rap Underground, perché esprimono veramente quel che pensano.

## Tracce
1. An (Skit)
2. Tape Untergrund Platin (feat. Fu8)
3. Bass 2
4. Aggressor vs. Compressor (feat. FuManSchu & Fu8)
5. Der Punkt
6. Wo komm wir her? (feat. Justus)
7. Nigga (Skit)
8. Battlekings
9. MOR 99 (feat. Martin B. & Justus)
10. Guck auf die Uhr
11. Kamikaze
12. Flows 2000
13. Chillin killin
14. Aus (Skit)